# Rhagoletis ribicola
Rhagoletis ribicola är en tvåvingeart som beskrevs av Doane 1898. Rhagoletis ribicola ingår i släktet Rhagoletis och familjen borrflugor. Inga underarter finns listade i Catalogue of Life.